# Богомолово (Псковская область)
Богомолово — деревня в Печорском районе Псковской области России. Входит в состав

## География
Расположена на западе волости, в 1,3 км от автодороги Псков — Изборск — Шумилкино (А212 или E 77), в 20 км (или в 25 км по дорогам) к юго-западу от центра города Печоры и в 8 км к западу от волостного центра, деревни Паниковичи. В 5 км к западу проходит граница с Эстонией.

## История
До 2015 года входила в сельского поселения «Паниковская волость». После её упразднения согласно
Закону Псковской области от 30 марта 2015 года с 11 апреля 2015 года деревня включена в состав городского поселения Печоры.

## Население
Численность населения деревни составляет 24 жителя (2000 год).
| 2001 | 2002 | 2010 |
| ---- | ---- | ---- |
| 24   | ↘22  | ↘17  |

## Инфраструктура
Личное подсобное хозяйство.

## Транспорт
Автомобильный транспорт.

## Топографические карты
- O-35-079-D Масштаб: в 1 км 500 м Госгисцентр